# كوجي كاتاأوكا
كوجي كاتاأوكا (باليابانية: 片岡 功二) (مواليد 19 يونيو 1977)، هو لاعب كرة قدم ياباني سابق كان يلعب كلاعب وسط.

## وصلات خارجية
- كوجي كاتاأوكا على موقع رابطة كرة القدم اليابانية للمحترفين (اليابانية)
- كوجي كاتاأوكا على موقع Soccerway.com (الإنجليزية)